# Роберто Жалнаїз
Роберто Жалнаїз (англ. Roberto Jalnaiz; 15 листопада 1966) — філіппінський боксер, чемпіон Азії і Азійських ігор.

## Аматорська кар'єра
На Іграх Південно-Східної Азії 1987 завоював бронзову медаль.
На Олімпійських іграх 1988 програв у першому бою Яношу Вараді (Угорщина).
На Азійських іграх 1990 здобув чотири перемоги і став єдиним філіппінським спортсменом, який виграв на цих іграх золоту медаль.
1991 року став чемпіоном на чемпіонаті Азії і на Іграх Південно-Східної Азії.
На чемпіонаті Азії 1992 завоював бронзову медаль.
На Олімпійських іграх 1992 переміг Агустіна Кастільйо (Домініканська Республіка) та Філіпа Вартелле (Франція) і програв нокаутом у чвертьфіналі Хоелю Касамайору (Куба).